# W.C. van der Waeyen Pieterszen
Willem Cornelis van der Waeijen Pieterszen (Middelburg, 14 januari 1819 – 's-Gravenhage, 17 mei 1874) was een Nederlands architect en stedenbouwkundige.

## Biografie
Willem Cornelis van der Waeijen Pieterszen werd geboren te Middelburg als zoon van kleermaker Anthonij van der Waeijen Pieterszen (1793-1869) en zijn vrouw Catrina Pieternella de Bruijne (1793-1863). Na het afronden van het lager onderwijs ging Pieterszen in zijn geboorteplaats in de leer bij aannemer-timmerman Marinus Kempe Jeras. In de tussentijd volgde hij ook lessen aan de Teeken Academie Middelburg.
Rond 1840 deed Pieterszen, bijgestaan door onderwijzer Abraham Gouka, examen tot landmeter. Kort daarop werd hij aangesteld als opzichter bij de Waterstaat op het bureau van hoofdingenieur Abraham Caland. Vanuit diens bureau werd hij al gauw overgeplaatst naar Terneuzen, waar hij onder leiding van waterbouwkundige Martinus Beijerinck toezicht moest houden op de herstellingen aan het Kanaal Gent-Terneuzen:
Pieterszen stond bij den ingenieur Beijerinck in hooge achting en het deed hem innig leed, toen deze edele man als leeraar aan de Delftsche academie geplaatst werd. Zij, die het voorrecht hadden den heer Pieterszen te ontmoeten en te kennen, zullen zich ongetwijfeld herinneren, dat door hem steeds met innige genegenheid over den te vroeg overleden ingenieur Beijerinck gesproken werd.
In 1845 vertrok Pieterszen in opdracht van ingenieur Ortt, die Beijerinck dat jaar had opgevolgd, naar Lissabon om aldaar enige werken voor hem uit te voeren. Eenmaal in de Portugese hoofdstad aangekomen bleek de regering echter te hebben afgezien van de uitvoering ervan. Pieterszen besluit daarop niet onverrichte zaken huiswaarts te keren. Tijdens zijn wandelingen door Lissabon heeft hij de vervallen staat van de droogdokken gezien en hij besluit de regering een plan voor het herstel hiervan te presenteren. Engelse ingenieurs die de dokken eerder hadden willen herstellen waren hier niet in geslaagd. Het voorstel van Pieterszen werd goedgekeurd en Pieterszen werd belast met de uitvoering van de werken.
Wanneer Pieterszen rond 1850 terug wil keren naar Nederland, stelt men hem een plaats in het vooruitzicht als opzichter bij de Waterstaat. Hij bedankt hiervoor en besluit zijn studie voort te zetten in België. Naar verluidt was hij in deze periode onder meer actief in Brussel. Na ook nog korte tijd in zijn geboorteplaats Middelburg te hebben gewerkt, vertrekt Pieterszen in 1853 naar Den Haag om daar gemeente-onderarchitect te worden. Hij komt hierbij onder leiding te staan van stadsarchitect Zeger Reyers. Wanneer Reyers vier jaar later komt te overlijden volgt Pieterszen hem op als gemeentearchitect. De jonge Frits van Gendt volgt Pieterszen daarbij op als gemeente-onderarchitect. Een jaar daarvoor is Pieterszen, 37 jaar oud, net getrouwd met de 25-jarige chirurgijnsdochter Anna Andrisa van der Meulen (1831-1881).

## Architectonische werken
- 1861-1861 ’s-Gravenhage: gietijzeren neogotische spits op de St. Jacobstoren (vervangen in 1957).
- 1863-1863 ’s-Gravenhage: gemeenteziekenhuis a/d Zuidwal.
- 1866-1866 's-Gravenhage: Hooikadebrug
- 1863-1869 ’s-Gravenhage: Nationaal Monument Plein 1813 (samen met Johan Philip Koelman).

## Steden- en waterbouwkundige werken
- ca. 1845-1850 Lissabon: herstel van de droogdokken
- ca. 1855-1857 ’s-Gravenhage: aanleg van het Willemspark

## Trivia
- Pieterszen is een broer van Abraham van der Waeyen Pieterszen.

## Onderscheidingen
- 1852 Ridder in de Orde van Christus
- 1869 Officier in de Orde van de Eikenkroon

## Voetnoten
1. ↑  Necrologie W.C. van der Waeijen Pieterszen, onder redactie van F.W. van Gendt. In: De Opmerker: weekblad voor architecten, ingenieurs, fabrikanten, aannemers en werkbazen, negende jaargang, no. 22, 30 mei 1874.

- Biografisch Portaal: 27120100
- Digitale Bibliotheek voor de Nederlandse Letteren: waey005
- International Standard Name Identifier: 0000 0003 9590 2906
- Nederlandse Thesaurus van Auteursnamen: 236733788
- Union List of Artist Names: 500097922
- Virtual International Authority File: 290754553